# 彰化市區鐵路高架化建設計畫
彰化市區鐵路高架化建設計畫，簡稱彰化鐵路高架化。由彰化縣政府規劃辦理可行性研究，規劃將現有彰化車站改建為高架車站並新增兩座金馬車站及中央車站之高架通勤車站，軌道數量方面朝四軌化方向推進，計畫路線全長約9.5公里，計畫經費約為新臺幣399億元。本案已通過可行性研究，進入綜合規劃程序。

## 計畫緣由
為解決彰化市內鐵路交通壅塞混亂，且阻礙都市整體發展，造成都市不當切割等，自2011年起彰化縣政府開始規劃彰化市區鐵路高架化，並於2013年完成初步可行性評估。計畫完工之後可促進都市縫合改善市區發展不均、活絡周遭商業活動，也解決原本進出火車站動線不佳、周邊停車秩序紊亂等問題，並重新帶動彰化舊城的發展。

## 計畫內容

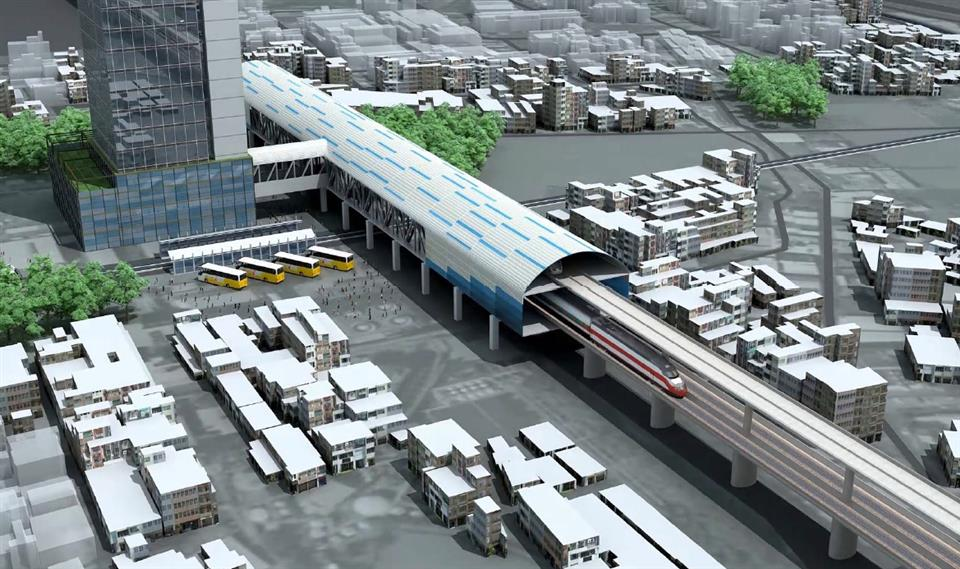
金馬車站示意圖

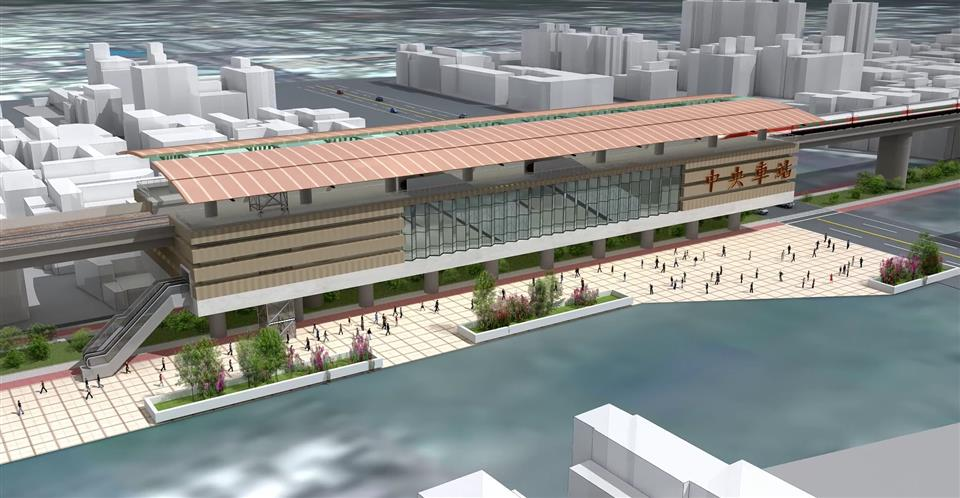
中央車站示意圖

### 計畫概要
- 計畫期程：～2033年
- 計畫範圍：北起國道三號下方，南至大埔截水溝以南，全長約9.5公里。
- 計畫內容：

1. 現有彰化車站改建為高架車站。
2. 新增金馬車站、中央車站兩座高架通勤車站。其中金馬車站與臺中捷運綠線G21車站共構
3. 金馬車站以北四線化，金馬車站以南三線化。
4. 臺鐵彰化機務段移至彰化縣花壇鄉與二水鄉。
5. 彰化扇形車庫保持功能。

- 計畫經費：約399.5億元、中央補助296.3億、地方負擔102.7億。

### 預期效益
- 1.交通樞紐便利及提升效率安全。
- 2.都市縫合活化及騰空路權運用。
- 3.彰化站區開發及塑造城市亮點。
- 4.保存鐵路文化將扇庫再造更新。
- 5.拆除鐵路沿線平交道、地下道及橋梁。

## 陸橋拆除、地下道、平交道取消
- 消除4處平交道
  - 泰和路平交道
  - 長順街平交道
  - 永安街平交道
  - 崙美平交道

- 原跨越鐵路的陸橋回復平面道路4處
  - 金馬陸橋
  - 建國陸橋
  - 中華陸橋
  - 中央陸橋

- 原穿越鐵路的地下道回復平面道路4處
  - 國聖地下道
  - 民生地下道
  - 曉陽地下道
  - 第一大埔地下道

## 車站
| 車站名稱 （英文名稱） | 車站等級 | 里程 縱貫線 基隆起 | 站體型式                | 工程內容                                  | 續接／交會路線及備註                           | 所在地 | 所在地 |
| --------------------- | -------- | ------------------ | ----------------------- | ----------------------------------------- | ---------------------------------------------- | ------ | ------ |
| 彰化市區鐵路高架化    |          |                    |                         |                                           |                                                |        |        |
| 高架化工程起點：      |          |                    |                         |                                           |                                                |        |        |
| 金馬 （Jinma）        | －       | －                 | 高架 兩島式月台         | 新增車站 與臺中捷運 Template:中捷綠線共構 | 臺中捷運 Template:中捷綠線 彰化捷運 大竹鹿港線 | 彰化市 | 彰化縣 |
| 彰化 （Changhua）     | 一等     | 210.9km            | 高架 兩島式＋一側式月台 | 車站高架化                                | 彰化捷運 大竹鹿港線 → 彰化扇形車庫連接線       | 彰化市 | 彰化縣 |
| 中央 （Zhongyang）    | －       | －                 | 高架 一島式月台         | 新增車站                                  | 彰化捷運 環線                                  | 彰化市 | 彰化縣 |
| 高架化工程終點：      |          |                    |                         |                                           |                                                |        |        |

## 歷史
縣府於2013年完成初步可行性評估後提交中華民國交通部，但於2014年9月被交通部要求修正報告內容。另外，路線原有二個規劃方案，均有增設金馬車站以及中央車站，2014年12月時任彰化縣縣長魏明谷上任後考量用地徵收難易度、鐵道繞道增加長度變相票價漲價、總經費問題，決定採方案一興建。
可行性計畫於2015年提交中央政府核定，於2016年通過交通部鐵路改建工程局初審，2017年臺灣鐵路管理局提出「四軌方案」和「扇形車庫銜接主線方案」，2018年5月交通部核定。國發會原訂2018年審查可行性評估，但10月18日審查卻突然取消，同年12月行政院秘書長發函表示本案需重新檢討修正。
2019年3月，縣府重提報告書予交通部轉行政院審查，同年10月審查通過，12月縣府提報修正報告書予交通部轉行政院，2020年12月交通部報請國發會審查本案。2021年2月國發會初審，會議中審查委員建議開發周邊土地來提高地方政府自償率與效益。2021年10月18日國家發展委員會審查通過「彰化市鐵路高架化建設計畫可行性研究」，總經費399.5億元，其中中央政府負擔296.3億元，彰化縣政府分擔102.77億元。
2022年1月3日行政院核定彰化市鐵路高架化建設計畫可行性研究。交通部於2022年6月20日啟動綜合規劃推動平台，綜合規劃報告預計2024年5月提送行政院。然而，由於縣府希望將彰化機務段遷移至台中大肚的台鐵國有鐵路用地，因為是鐵路公有土地不用徵收民地，但鐵道局考量車輛調度等問題，傾向用花壇、二水雙基地方式進行，雙方一度僵持。直到2024年6月彰化縣政府行文同意機務段遷移至花壇及二水，達成共識後，全案將進入綜合規劃，預計年底可完成環評、進入國發會審議。
2025年3月25日環境部公布一部份環評分析資料，預計於同年召開公開會議。

## 工程
路線起始於金馬陸橋北側開始爬升為高架，越過金馬陸橋、建國陸橋、彰化車站、中華陸橋、安和人行陸橋、中央陸橋後坡度下降，於大埔截水溝南側以引道設置銜接現有軌道，全長7.8公里，興建期10年，需保留金馬路橋，屆時泰和平交道則改建為泰和路地下道，建國陸橋、中華陸橋、安和人行陸橋、中央陸橋等4座陸橋將會拆除，彰安國民中學、平和國民小學將增建西側門，民生路地下道、曉陽路地下道兩座地下道會填平，在西側先建造臨時軌工程，切換到臨時軌後，再建造永久高架。而臺鐵彰化機務段則移至彰化縣花壇鄉並興建鐵路進出線兩線至彰化車站，另外，彰化扇形車庫則保持功能，興建鐵路進出線兩線至彰化車站。高架化路段軌道數以金馬為界，以北由兩線增至四線，以南由兩線增至三線。
未來也計畫將彰化縣政府遷移至彰化車站特定區，原廳舍則改為彰化市公所，彰化站後站辭修路則興建彰化轉運站。高架化後彰化車站將打造全新的「彰化大車站」，一樓以川堂層手法讓前、後站聯通，彰化捷運大竹鹿港線也預計建設支線連接至高架後彰化車站，

### 預定時程與進度
| 路線\進度                  | 可行性研究 | 可行性研究 | 可行性研究     | 可行性研究     | 可行性研究     | 綜合規劃 | 綜合規劃 | 綜合規劃       | 綜合規劃       | 綜合規劃       | 綜合規劃       | 設計        | 設計        | 招標  | 招標  | 執行  | 執行  | 執行     | 執行  | 預 計 完 工 | 備註                               |
| 路線\進度                  | 啟 動      | 送 審      | 交 通 部 核 定 | 國 發 會 核 定 | 行 政 院 核 定 | 啟 動    | 環 評    | 環 境 部 核 定 | 交 通 部 核 定 | 國 發 會 核 定 | 行 政 院 核 定 | 設 計 完 成 | 審 議 完 成 | 公 示 | 決 標 | 施 工 | 完 工 | 試 營 運 | 履 勘 | 預 計 完 工 | 備註                               |
| -------------------------- | ---------- | ---------- | -------------- | -------------- | -------------- | -------- | -------- | -------------- | -------------- | -------------- | -------------- | ----------- | ----------- | ----- | ----- | ----- | ----- | -------- | ----- | ----------- | ---------------------------------- |
| 彰化市區鐵路高架化建設計畫 |            |            |                |                |                |          |          |                |                |                |                |             |             |       |       |       |       |          |       |             | █ 已完成或核定 █ 進行中 █ 預定啟動 |

## 預定時程
- 2025年：動工
- 2035年：完工（施工期10年）